# Kroatische Vukovianer
Kroatische Vukovianer (kroatisch Hrvatski vukovci) wurden diejenigen kroatischen Philologen genannt, welche in ihren Werken die Prinzipien von Vuk Karadžić verwendeten. Sie begründeten eine der vier philologischen Schulen, welche in Kroatien in der Mitte des 19. Jahrhunderts zur Schaffung einer Nachfolge-Standardsprache der kajkavischen Literatursprache und als Reaktion auf serbische Unifizierungsbestrebungen entstanden.
Die wichtigsten Werke der Vukovci waren Hrvatski pravopis (Kroatische Orthographie) von Ivan Broz (1892), Gramatika i stilistika hrvatskoga ili srpskoga jezika (Grammatik und Stilistik der kroatischen oder serbischen Sprache) von Tomo Maretić (1899), Rječnik hrvatskoga jezika (Wörterbuch der kroatische Sprache) von Ivan Broz und Franjo Iveković (1901) und Rječnik hrvatskoga ili srpskoga jezika (Wörterbuch der kroatische oder serbischen Sprache), dessen Herausgabe Đuro Daničić begann (1880 ff.).